# Дерэм, Мария
Мария Дерэм (фр. Maria Deraismes; 17 августа 1828, Париж, Франция — 6 февраля 1894, там же) — французская феминистка, писательница и журналистка.

## Биография
Мария Дерэм родилась в состоятельной буржуазной семье. Её отец занимался торговлей. Он дал своим дочерям, Марии и Анне, образование, а после смерти оставил наследство, которое обеспечило им финансовую независимость и возможность заниматься общественной деятельностью.
Мария Дерэм разделяла феминистские взгляды и активно защищала права женщин. Она занималась литературной деятельностью и журналистикой, выступала с докладами, проводила конференции и вечера, на которые собирались прогрессивно мыслившие общественные деятели, писатели, философы, масоны.
В 1869 году совместно с Леоном Ришером, журналистом, главным редактором газеты "Petit Parisien" и масоном ложи "Великого востока Франции", при поддержке нескольких друзей начала выпускать еженедельник «Женское право».
В апреле 1870 года ими же была основана "Ассоциация за права женщин", требовавшая гендерного равенства перед законом и моралью.

## Дерэм и масонство
Долгое время Дерэм пыталась вступить в масонску. ложу. Одна из  «раскольнических» лож в 1882 году приняла Марию Дерэм.  
В 1893 году Мария  провела обряд посвящения для тридцати женщин и стала одной из основательниц смешанной масонской ложи «Право человека» (фр.: "Le Droit Humain"). 
В неё могли свободно вступать все вне зависимости от пола. «Международный смешанный масонский орден «Право человека» подтверждает равенство мужчин и женщин, — говорится в уставе организации. — Орден хочет, чтобы они по всему миру и в равной степени извлекали пользу из социальной справедливости».